# Kap Mesurado
Koordinaten: 6° 19′ 19″ N, 10° 48′ 58″ W

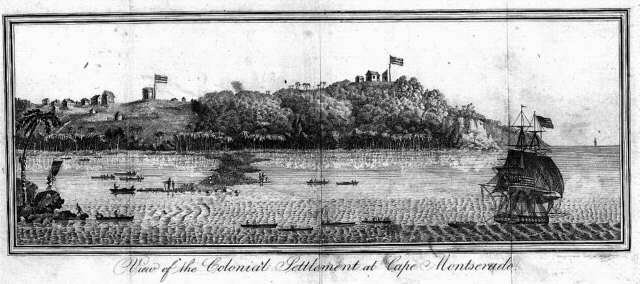
Das Kap und Monrovia (Mitte 19. Jahrhundert).

Kap Mesurado ist ein Kap an der  westafrikanischen Atlantikküste in der Provinz Montserrado in Liberia.
Der markante Ort ragt etwa 7 Kilometer aus der Küstenlinie hervor und besitzt einen auffälligen Berg, auf dem im 19. Jahrhundert ein Leuchtturm für den Hafen von Monrovia errichtet wurde.

## Geschichte
Pedro de Sintra, ein portugiesischer Entdecker, erreichte das Kap 1461. Er nannte es wegen des Höhenunterschieds zum höheren, weiter westlich gelegenen Kap Mount Kap Mesurado (deutsch: das „bescheidene, gemäßigte“ Kap).
Es gibt weitere alternative Übersetzungen des Namens des Kaps und des Flusses Mesurado River der an ihm mündet aus dem Portugiesischen. Die Bedeutung gemessen oder elend werden als unwahrscheinlich angenommen. Die vermutlich korrekte Übersetzung ist mäßig, verringert, ruhig, und De Sintra könnte sich damit auf die geringere Brandung (sicherer Hafen) oder eine Verbesserung des Wetters beziehen. Der Entdecker Ca' da Mosto jedoch nennt es in seiner italienischen Version von De Sintras Erzählung alternativ Capo Cortese (in der französischen Übersetzung Cap Courtois), was auf eine versöhnliche und ruhige Haltung der Einheimischen hindeuten könnte.

## Sonstiges
Die westliche Spitze des Kap Mesurado wurde mit dem Namen Mamba Point belegt.